# Alvito (freguesia)
Alvito is een plaats (freguesia) in de Portugese gemeente Alvito en telt 1 630 inwoners (2001).